# 原田橋

原田橋（はらだばし）は、静岡県浜松市天竜区佐久間町の天竜川に架かる橋。2代目原田橋は2015年（平成27年）1月31日、土砂崩れ（詳細は後述）により当時建設中の新橋（3代目）とともに落橋した。このため、2020年（令和2年）2月29日に新橋が供用された。

## 初代
この地方は米をほとんど生産できず、米の供給は伊那谷からの川舟での輸送に頼っていた。そのため天竜川が洪水になると川舟を出すことができず、長ければ1か月も米の供給が途絶えて飢えることになった。豊橋や新城から陸路で米を搬送してきても、天竜川の右岸にある集落には届いても、橋がないために川舟を出すことができない状況では左岸の集落に届ける方法がなかった。そのためこの地域では橋を待望していたが、実際に飢えが生じるのは年に1 - 2度であるためか、なかなか実際に橋に着工するに至らなかった。佐久間村で1836年（天保7年）に生まれて横浜で商売をして財を成した原田久吉が、この状況を見て私財15,000円を投じて橋を架けることにした
1913年（大正2年）9月に着工し、1915年（大正4年）4月22日に渡り初め式が行われた。当時79歳の原田久吉も渡り初めに参加している。地元の人は原田久吉の功績を賞賛し、原田橋と命名された。初代原田橋は木製補剛桁を備えた吊橋で全長111.8メートル、幅員2.4メートルであった。この年6月に橋のたもとに原田の功績をたたえる碑が立てられた。題額は「種徳賑郷」とあり、久我通久が揮毫した。
1956年（昭和31年）に、佐久間ダム建設に伴い静岡県により、幅員を広げた2代目の吊橋に架け替えられた。

## 2代
2代目原田橋は、1939年（昭和14年）に内務省が制定した「鋼道路橋設計示方書案」に従った都道府県道水準の二等橋規格（活荷重9トン）で設計されていた。当初は静岡県道46号水窪佐久間線であったが、1993年（平成5年）4月1日付で原田橋を含む区間が国道473号に指定された。
2011年9月には老朽化によるメインケーブルの損傷が見つかり、さらに2012年（平成24年）4月25日に不具合が発見されたことにより全面通行止めとし河川敷を通る緊急用仮設道路が建設された。その後、暫定対策としてメインケーブルの補強が行われ、同年6月25日より通行制限（片側交互通行・重量8トン未満・ひずみセンサーとカメラによる監視）のもと通行を再開した。このとき、緊急用仮設道路がいったん撤去された。
その後、16メートル南側に長さ156メートルの新橋（新原田橋（仮称））を架けることとして2015年（平成27年）度中の供用を目指して、2013年（平成25年）11月16日に起工式が行われた。

### 土砂崩れによる落橋

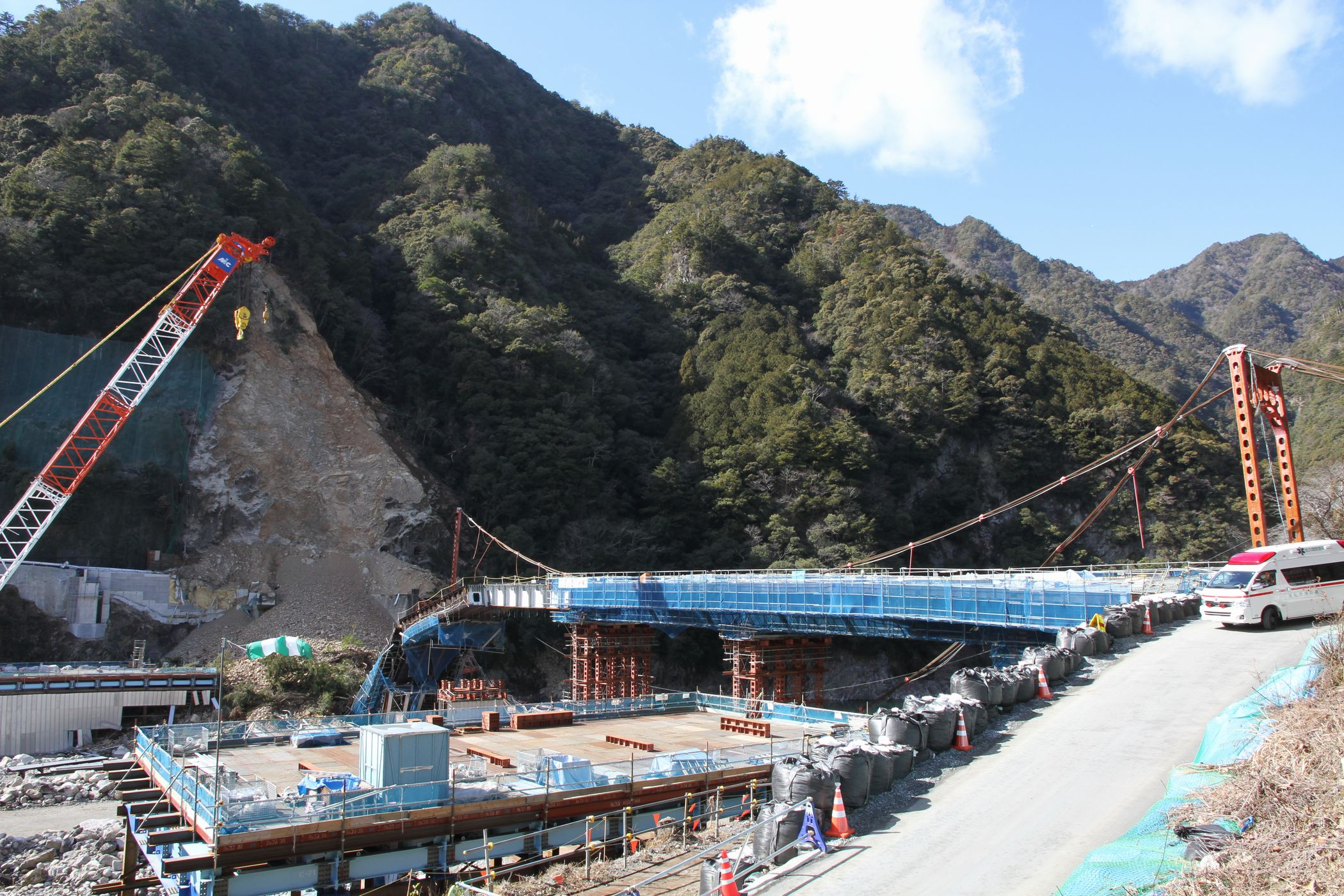
主塔のみとなった原田橋と、損壊した新原田橋

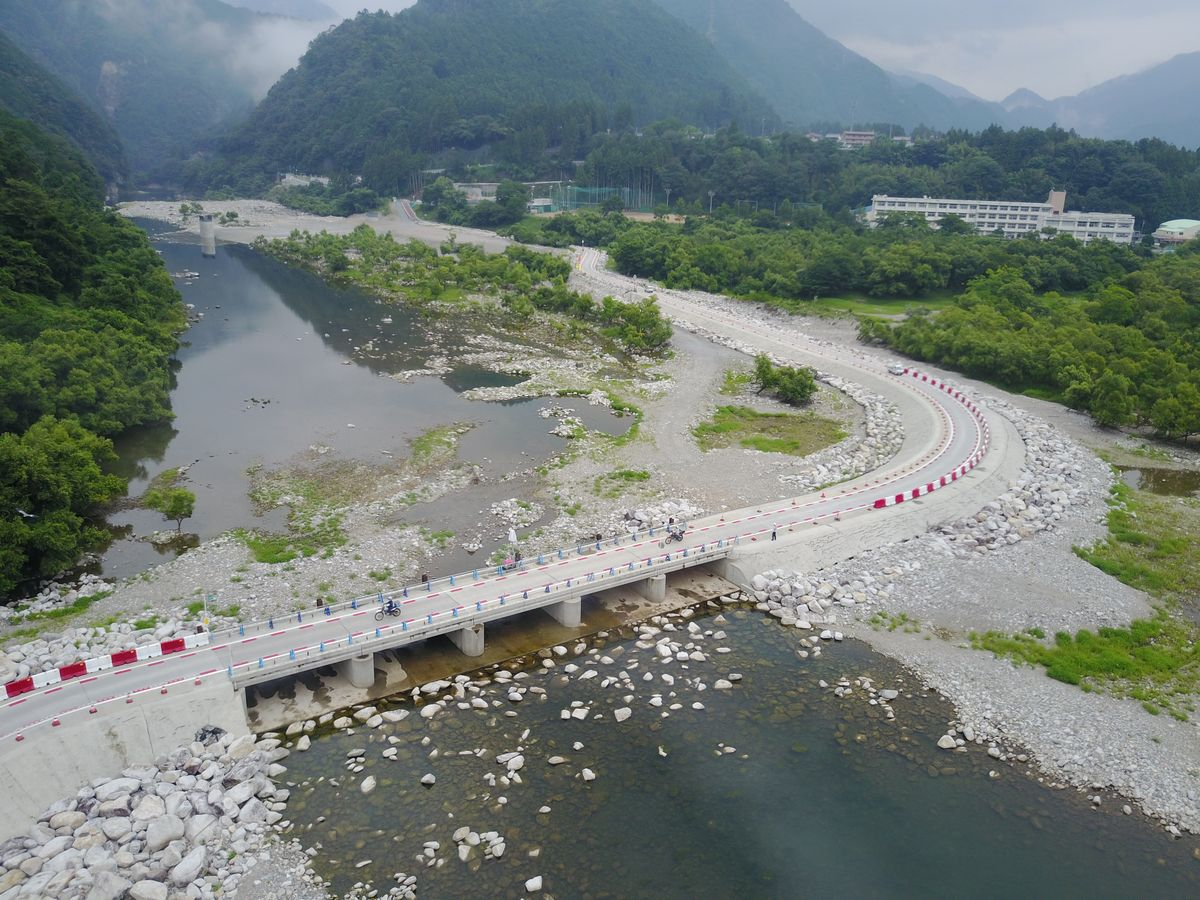
仮設道路と沈下橋

2015年（平成27年）1月31日17時10分ごろ、天竜川右岸（西岸）で発生した土砂崩れの影響で落橋した。
同日14時25分ごろに斜面から小石が流れてきているのが発見されたため、同14時45分ごろから橋は通行止めとなっていた。この落橋で状況調査で橋の上にいた浜松市天竜土木整備事務所の職員2名が橋と公用車もろとも川に転落、病院で死亡が確認された。また、この崩落事故の影響で建設中の新原田橋も損壊した。

### 仮設道路の設置
2015年（平成27年）2月13日に、崩落した橋の500メートル下流の河川内に仮設道路が設営され、普通車による交通は復旧したものの、大型車・二輪車・歩行者などは通行不可のままであった。しかし、その仮設道路も天竜川の増水により盛土が流出するなどにより、しばしば通行止めを余儀なくされたため、沈下橋を設置することとし6月30日に供用を開始した。

## 3代
原田橋の再建はそのまま再建する案から200メートル下流、500メートル下流に造り直す案を検討し、建設に4年から7年の工期が見込まれていた。2015年（平成27年）7月に、浜松市は200メートル下流に建設する案を採用し、2016年（平成28年）10月に着工。2019年度内の供用開始予定とした。仮設道路についても、2016年度内に改良が施され、オートバイや大型車が通行可能になった。
2019年（令和元年）11月28日に周辺住民を対象に建設中の新々原田橋の見学会が行われた。新々原田橋の構造は31ある桁ブロックを高力ボルトで連結させたもので、季節による気温差が大きいため橋梁の伸縮を吸収する装置が設けられている。2019年（令和元年）12月24日に新々原田橋は2020年（令和2年）2月29日16時に供用開始予定と発表され、予定通りに開通した。この時点では東側の接続道路の工事が続くため、一部片側交互通行での供用開始となったが、同年3月24日11時に2車線での全面開通を迎えた。橋長284 m、幅員8 mで、総工費は約57億円。全面開通後も新々原田橋周辺の道路工事が続けられ、2023年（令和5年）1月31日に完了した。

## 周辺
- 飛龍橋 - 原田橋より上流に架かる天竜川の吊橋。現在は廃道に近い状態。右岸側が国道473号に繋がっていないため、迂回路に利用できない。
- 佐久間川合インターチェンジ - 三遠南信自動車道のインターチェンジ。
- 供養之碑 - 原田橋西側にある天竜川バス転落事故の慰霊碑